# Капан (Франция)
Капа̀н (на френски: Capens) е град в югозападна Франция, част от департамента От Гарон в регион Окситания. Населението му е около 677 души (2015).
Разположен е на 267 метра надморска височина в Аквитанската низина, на десния бряг на река Гарона и на 33 километра южно от центъра на Тулуза. Селището е известно от Средновековието, а днес е предградие на близкия град Ное.

## Известни личности
Родени в Капан
- Жан Фери (1906 – 1974), писател